# Giro dei Paesi Baschi 1981
Il Giro dei Paesi Baschi 1981, ventunesima edizione della corsa, si svolse dal 6 al 10 aprile 1981 su un percorso di 875,3 km ripartiti in cinque tappe (l'ultima suddivisa in 2 semitappe). Fu vinto da Silvano Contini davanti a Mario Beccia e Marino Lejarreta.

## Tappe
| Tappa  | Data      | Percorso                                         | km    | Vincitore di tappa | Leader cl. generale |
| ------ | --------- | ------------------------------------------------ | ----- | ------------------ | ------------------- |
| 1ª     | 6 aprile  | Lazkao > Lazkao                                  | 176   | Juan Fernández     | Juan Fernández      |
| 2ª     | 7 aprile  | Lazkao > Amurrio                                 | 160   | Juan Fernández     | Juan Fernández      |
| 3ª     | 8 aprile  | Amurrio > Bermeo                                 | 186   | Silvano Contini    | Silvano Contini     |
| 4ª     | 9 aprile  | Bermeo > Ibardin                                 | 186   | Silvano Contini    | Silvano Contini     |
| 5ª-1ª  | 10 aprile | Bera > Zizurkil                                  | 96    | Guido Van Calster  | Silvano Contini     |
| 5ª-2ª  | 10 aprile | Zizurkil > Alto de Iturriotz (Cron. individuale) | 11,6  | Silvano Contini    | Silvano Contini     |
| Totale | Totale    | Totale                                           | 815,6 |                    |                     |

## Classifiche finali

### Classifica generale
| Pos. | Corridore        | Squadra  | Tempo    |
| ---- | ---------------- | -------- | -------- |
| 1    | Silvano Contini  | Bianchi  | 22h07'30 |
| 2    | Mario Beccia     | Santini  | a 33"    |
| 3    | Marino Lejarreta | Teka     | a 40"    |
| 4    | José Luis Laguía | Reynolds | a 1'07"  |
| 5    | Eulalio García   | Teka     | a 1'14"  |